# 紫晶报春
紫晶报春（学名：Primula amethystina sp. amethystina）为报春花科报春花属下的一个亚种。

## 扩展阅读
- 維基物種上的相關：紫晶报春